# Добруська вулиця
Добру́ська ву́лиця — вулиця в Солом'янському районі міста Києва, місцевість Відрадний. Пролягає від бульвару Вацлава Гавела до кінця забудови.
Прилучається вулиця Академіка Потебні.

## Історія
Вулиця виникла в 1950-ті роки. 1957 року отримала назву Добрузька на честь білоруського міста Добруш. 
2022 року назву уточнено на Добруська.